# Mike Rutherford
Mike Rutherford (født 2. oktober 1950 i Guildford, Surrey) er en engelsk musiker, bedst kendt som guitarist fra Genesis, hvor han oprindeligt fungerede som bassist, senere som leadguitarist. Sideløbende med Genesis har han virket som sangskriver og guitarist for Mike & the mechanics, samt lavet enkelte soloplader.